# GoodReader
GoodReader ist eine iOS-Anwendung, die hauptsächlich zur Bearbeitung von PDF-Dokumenten verwendet wird. Sie wurde ursprünglich in Moskau von Good.iWare Ltd., einem Unternehmen unter der Leitung des russischen Entwicklers Yuri Selukoff, entwickelt. Später zog Selukoff in die Vereinigten Staaten und gründete Good.iWare, Inc. in San Francisco, Kalifornien.

## Funktionen
GoodReader unterstützt das Öffnen und Anzeigen zahlreicher Dateiformate, darunter die meisten Dokumenten- und Videoformate sowie HTML, Hörbücher und Bilder. PDF-Dateien können vom Benutzer annotiert und bearbeitet werden. Die Synchronisierung mit verschiedenen Cloudspeicher-Diensten wie Box, Dropbox, Google Drive und iCloud Drive wird ebenfalls unterstützt. GoodReader kann PDF-Dokumente auch mithilfe von Text-to-Speech vorlesen. GoodReader kann neben PDF- auch TXT- und andere Dateiformate lesen; zudem kann er auch große Dateien mit über 1 GByte entgegennehmen und fürs iPhone-Display optimieren.

## Geschichte
GoodReader wurde erstmals 2009 von Good.iWare veröffentlicht.
Im Jahr 2014 erschien GoodReader 4 als großes Update. Anders als bei früheren Updates wurde diese Version als neue Anwendung eingeführt, was bedeutete, dass Benutzer die App im App Store erneut erwerben mussten, selbst wenn sie das Produkt bereits besaßen. Zu den neuen Funktionen gehörten die Bearbeitung von PDF-Dateien, die Verwaltung von Dokumentseiten und die Vorschau von Seiten. GoodReader 4 unterstützt die Datenmigration von zuvor installierten Versionen der App.
Am 28. Januar 2019 wurde GoodReader 5 als großes Update veröffentlicht. Diese Version brachte eine überarbeitete Benutzeroberfläche, Unterstützung für den Apple Pencil 2, AES-256-Verschlüsselung sowie weitere Sicherheitsfunktionen. Zudem ermöglichte sie es iPad-Nutzern, Dokumente nebeneinander im Split-Screen-Modus anzuzeigen.

## Rezeption
Die aktuelle Version (5.19.1204) ist aktuell bei 3726 Bewertungen in App-Store mit 4,4 von 5 Sternen bewertet.